# Ehemalige Burg bei Hirschegg
Die Ehemalige Burg bei Hirschegg ist ein vom Saulgauer Landrat Chormann am 25. September 1940 durch Verordnung ausgewiesenes Landschaftsschutzgebiet auf dem Gebiet der Gemeinde Wolfegg und der Gemeinde Eichstegen im Landkreis Ravensburg. 

## Lage und Beschreibung
Das Landschaftsschutzgebiet Ehemalige Burg bei Hirschegg umfasst das Flurstück Nr. 17 auf der Gemarkung Eichstegen. Es handelt sich um einen Hügel im Weiler Hirschegg, auf dem Überreste einer mittelalterlichen Burganlage erhalten sind. Das Gebiet gehört zum Naturraum Oberschwäbisches Hügelland. Geologisch steht die Kißlegg-Subformation der Illmensee-Formation an, welche aus Gletschersedimenten der Riß-Eiszeit besteht.